# Michel Ghysel
Michel Ghysel, né le 26 septembre 1926 à Wattrelos et mort le 3 janvier 2006 à Roubaix, est un homme politique français. 

## Mandats Nationaux
Il est député en 1986 (le 13 mars) du Nord en remplacement d'Albin Chalandon, nommé membre du Gouvernement, jusqu'au 14 mai 1988 à la suite de la dissolution faite par le président Mitterrand.
Puis il est élu lors de la vague Bleue de 1993 député de la septième circonscription du Nordson mandat prend fin en 1997 à la suite d'une nouvelle dissolution mais cette fois-ci du président Chirac.
Michel Ghysel appartenait au Rassemblement Pour la République (R.P.R.)

## Fonctions Locales
- Premier adjoint au maire de Roubaix André Diligent.
- Conseiller général (élu sur le canton de Roubaix-Centre)de 1985 à 1998.
- Conseiller régional.